# Olaf Nowak
Olaf Nowak (Cracovia, 24 febbraio 1998) è un calciatore polacco, attaccante dello Stilon.

## Caratteristiche tecniche
È un centravanti.

## Carriera
Cresciuto nel settore giovanile dello Zagłębie Lubin, ha esordito in prima squadra il 26 settembre 2018 disputando l'incontro di Puchar Polski perso 3-2 contro l'Huragan Morąg.

## Statistiche
Statistiche aggiornate al 12 marzo 2020.

### Presenze e reti nei club
| Stagione        | Squadra            | Campionato      | Campionato | Campionato | Coppe nazionali | Coppe nazionali | Coppe nazionali | Coppe continentali | Coppe continentali | Coppe continentali | Altre coppe | Altre coppe | Altre coppe | Totale | Totale | Totale |
| Stagione        | Squadra            | Comp            | Pres       | Reti       | Comp            | Pres            | Reti            | Comp               | Pres               | Reti               | Comp        | Pres        | Reti        | Pres   | Reti   |        |
| --------------- | ------------------ | --------------- | ---------- | ---------- | --------------- | --------------- | --------------- | ------------------ | ------------------ | ------------------ | ----------- | ----------- | ----------- | ------ | ------ | ------ |
| 2018-gen. 2019  | Zagłębie Lubin     | EK              | 0          | 0          | CP              | 1               | 0               |                    | -                  | -                  |             | -           | -           | 1      | 0      |        |
| gen.-giu. 2019  | Zagłębie Sosnowiec | EK              | 13         | 4          | CP              | 0               | 0               |                    | -                  | -                  |             | -           | -           | 13     | 4      |        |
| 2019-gen. 2020  | Wisła Płock        | EK              | 10         | 0          | CP              | 2               | 0               |                    | -                  | -                  |             | -           | -           | 12     | 0      |        |
| gen.-giu. 2020  | Zagłębie Lubin     | EK              | 2          | 0          | CP              | 0               | 0               |                    | -                  | -                  |             | -           | -           | 2      | 0      |        |
| Totale carriera | Totale carriera    | Totale carriera | 25         | 4          |                 | 3               | 0               |                    | 0                  | 0                  |             | -           | -           | 28     | 4      |        |